# Émile Pouvroux
Émile Pouvroux (ur. 16 stycznia 1901 w Auzon, zm. 25 lipca 1988 w Bondy) – francuski zapaśnik walczący w stylu wolnym. Olimpijczyk z Paryża 1924, gdzie zajął piąte miejsce w wadze lekkiej.

## Letnie Igrzyska Olimpijskie 1924
| Konkurencja      | Rundy eliminacyjne        | Rundy eliminacyjne  | Turniej o srebrny medal | Klas. końcowa |
| Konkurencja      | 1/8                       | 1/4                 | Przeciwnik I            | Miejsce       |
| ---------------- | ------------------------- | ------------------- | ----------------------- | ------------- |
| 66 kg styl wolny | Herman Van Duyzen (BEL) Z | Russell Vis (USA) P | Arvo Haavisto (FIN) P   | 5.            |